# 足助氏
足助氏（あすけし）は、日本の氏族の一つ。清和源氏満政流浦野氏族。三河国加茂郡足助庄より発祥した。加茂氏とも呼ばれる。

## 歴史

### 始祖
平安時代末期に浦野重遠の孫・重長が三河国足助の地に住んで足助氏を称したことに始まり、代々飯森城を本拠とした。また、同国の八条院領高橋荘とも関連があったとされる。

### 鎌倉時代
鎌倉時代以降は御家人に列し、初代・重長の娘が鎌倉幕府2代将軍源頼家の室となり公暁を儲けるなど幕府との強固な繋がりを有した可能性が想定される。他方、京と鎌倉を結ぶ東海道および東山道の要地に勢力を持った清和源氏満政流は朝廷との繋がりも深く、後に源氏将軍家が断絶し承久3年（1221年）に後鳥羽上皇が倒幕の兵を挙げると一族の多くが京方として戦った（承久の乱）。承久の乱において、足助氏では、足助重秀の子重成が討死にしたが、その後も足助氏は存続しているので、重成以外は鎌倉方だった可能性がある。
足助氏はその後も御家人として存続したが、4代目惣領・重方とその子・親重は官位を有し昇殿をも許されるなど朝廷との繋がりは依然として深く、加えて一族の中には有力御家人安達氏との縁戚がおり、弘安8年（1285年）の霜月騒動で一族の重房が連座して滅ぼされたことなどから、次第に鎌倉幕府への不満を強めていくことになる。
元亨4年9月（1324年10月）に6代目惣領・貞親（重成）が後醍醐天皇による討幕の計画で、日野資朝、俊基の招きを応じて、同じ美濃源氏の土岐頼貞と頼兼父子、その一族の頼員（舟木頼春）、多治見国長らとともに倒幕に加担したが、頼員の密告により六波羅探題に露見されて、貞親らは自刃して果てた（正中の変）。そして、元弘元年（1331年）に元弘の乱では幕府が事前に知るところとなり後醍醐天皇は笠置山に逃れるが、この時、真先に馳せ参じて天皇に味方したのが貞親の子である7代目惣領・重範であった。重範は天皇の呼び掛けに応じて集まった約二千五百人の総大将をつとめた。

### 南北朝時代から室町時代以降の動向
重範の死後、足助氏は南北朝時代には南朝の宗良親王を支援していたが、後に足助を離れて全国に散り散りとなった。だが、一部は室町幕府に降り奉公衆に取り立てられて重んじられたという。